# Raya (Trienggadeng)
Raya is een bestuurslaag in het regentschap Pidie Jaya van de provincie Atjeh, Indonesië. Raya telt 818 inwoners (volkstelling 2010).